# الطيب بلحاج أحمد
الطيب بلحاج أحمد، ولد عام (1949 – 7 فبراير 2022)، رسام ونحات تونسي، عصامي التكوين.

## أعماله
يمزج الطيب بلحاج أحمد بين التصوير الزيتي والنحت ونقش الحجارة والرخام والخشب والحديد... وهو يقيم بانتظام منذ الثمانينات معارض شخصية أو يشارك في معارض جماعية. وقد أنشأ سنة 2005 متحفه الخاص للفنّ الحديث المعروف «بدار عمّ الطيب» بسوسة.

## وصلة خارجية
محسن الذهبي، دار عم الطيب … متحف خاص بغرائبية الإنسان المعاصر